# Nyitrabajna
Nyitrabajna (szlovákul Bojná) község Szlovákiában, a Nyitrai kerület Nagytapolcsányi járásában.

## Fekvése
Nagytapolcsánytól 8 km-re nyugatra, a Bojnianka-patak völgyében fekszik, Kisudvar tartozik hozzá.

## Története
A régészeti leletek arra engednek következtetni, hogy a falu kataszterében a szláv Nyitrai Hercegség egyik igazgatási központja állt. A Valy nevű dűlőben számos nagymorva, illetve a kereszténységgel összefüggő lelet (harang, arany plakettek) került elő.
A mai települést 1424-ben Bayna néven említik először. Temetvény várának uradalmához tartozott. A 16. században a Báthori-család birtoka. 1638-ban a galgóci uradalom része. 1711-ben két céh működött a településen, a kalaposoké és a cipészeké. 1712-ben már csizmadia céhe is volt. 1715-ben 73 adózó háztartást számláltak a faluban. 1753-ban 141 család élt itt. 1787-ben 174 házában 1118 lakos élt. 1801 és 1848 között vásártartási joggal rendelkező mezőváros. Kőművesei a nagyobb bécsi és budapesti építkezéseken dolgoztak.
Vályi András szerint "BAJNA. Népes Mező Város Nyitra Vurmegyében, földes Ura Gróf Erdödy Uraság, lakosai katolikusok, fekszik kies halmon helyheztetve Bodóktól nem külömben Tapoltsántol is egy mértföldnyire. Lakosai inkább a’ gazdáskodási munkával, mint mesterségeknek űzésével foglalatoskodnak; határjában tűzi és épűletre való fája elég, szőlő kegyei nagyok, gyümöltsös kertyei szépek, legelőjők, ’s hasznok piatzok helyben, külömbféle kézi munkával is kereshetnek, meglehetős héti, és országos vásárjok lévén, vagyonnyaikat jól eladhattyák, termő földgyeik középszerűek, de réttyeik kiváltképen jók, első Osztálybéli."
Fényes Elek szerint "Bajna, (Bogna), tót m. város, Nyitra vgyében, Nyitrától északra 4 mfdnyire: 975 kath., 8 evang., 28 zsidó lak. Van itt egy kath. paroch. templom, synagóga; egy szép emeletes katonaispotály 45 beteg számára. Határa termékeny; bort termeszt; róla nevezett patakja több liszt- és egy deszka- vagy fűrészmalmot forgat. F. u. gr. Erdődy Józsefné. Ut. p. Nagy-Tapolcsány."
A trianoni békeszerződésig Nyitra vármegye Nagytapolcsányi járásához tartozott.

## Népessége
| Év:            | 1994. | 2004.   | 2014.   | 2024.   |
| -------------- | ----- | ------- | ------- | ------- |
| Emberek száma: | 2064  | 1933    | 2033    | 1957    |
| Eltérés:       |       | -6,34 % | +5,17 % | -3,73 % |

| Év:            | 2023. | 2024.   |
| -------------- | ----- | ------- |
| Emberek száma: | 1967  | 1957    |
| Eltérés:       |       | -0,50 % |

1910-ben 1663 lakosából 1507 szlovák, 90 magyar, 55 német és 11 egyéb anyanyelvű.
2001-ben 1969 lakosából 1944 szlovák volt.
2011-ben 2013 lakosából 1883 szlovák volt.

## Neves személyek
- Itt született Harmat Artúr, 1903-ig Hubacsek, (1885-1962) katolikus egyházi zeneszerző, a Zeneakadémia tanára, karnagy.
- Kisudvaron született 1823-ban Mennyey József pedagógiai író.
- Itt szolgált Jantausch Pál (1870-1947) püspök, nagyszombati apostoli kormányzó.
- Itt szolgált Némethy Lajos (1840-1917) római katolikus plébános, könyvtáros, egyházi író.
- Ásatott itt többek között Karol Pieta

## Nevezetességei
- Mindenszentek tiszteletére szentelt római katolikus temploma 1788-ban épült klasszicista stílusban, a régi gótikus épület felhasználásával.
- Kastélya a 17. században épült reneszánsz stílusban. 1817-ben átépítették.
- A Hétfájdalmú Szűzanya tiszteletére szentelt kápolnája 1741-ben épült.
- A szőlőhegyen Szent Orbán kápolna található.
- Mária-oszlopa 1850-ben készült.

## Külső hivatkozások
- Községinfó
- Nyitrabajna Szlovákia térképén
- Travelatlas.sk
- E-obce.sk[halott link]